# Temporada 1983-84 de los Boston Celtics
La temporada 1983-84 fue la trigésimo octava de los Boston Celtics en la NBA. La temporada regular acabó con 62 victorias y 20 derrotas, acabando en primera posición de la Conferencia Este y clasificándose para los playoffs, donde se hicieron con el título de campeonas, tras derrotar en las Finales a Los Angeles Lakers.

## Elecciones en el Draft
| Ronda | Puesto | Jugador      | Posición | Nacionalidad   | Universidad/Club |
| ----- | ------ | ------------ | -------- | -------------- | ---------------- |
| 1     | 21     | Greg Kite    | Pívot    | Estados Unidos | BYU              |
| 4     | 91     | Carlos Clark | Escolta  | Estados Unidos | Mississippi      |

## Temporada regular
| División Atlántico   | División Atlántico | División Atlántico | División Atlántico | División Atlántico | División Atlántico | División Atlántico | División Atlántico | División Atlántico |
| Equipo               | G                  | P                  | %                  | PD                 | Casa               | Fuera              | Div                |                    |
| -------------------- | ------------------ | ------------------ | ------------------ | ------------------ | ------------------ | ------------------ | ------------------ | ------------------ |
| y-Boston Celtics     | 62                 | 20                 | .756               | –                  | 33–8               | 29–12              | 13–11              |                    |
| x-Philadelphia 76ers | 52                 | 30                 | .634               | 10                 | 32–9               | 20–21              | 15–9               |                    |
| x-New York Knicks    | 47                 | 35                 | .573               | 15                 | 29–12              | 18–23              | 12–12              |                    |
| x-New Jersey Nets    | 45                 | 37                 | .549               | 17                 | 29–12              | 16–25              | 12–12              |                    |
| x-Washington Bullets | 35                 | 47                 | .427               | 27                 | 25–16              | 10–31              | 8–16               |                    |

## Playoffs

### Primera ronda
Boston Celtics vs. Washington Bullets 
| Fecha       | Partido                                    | Ciudad   |
| ----------- | ------------------------------------------ | -------- |
| 17 de abril | Boston Celtics 91, Washington Bullets 83   | Boston   |
| 19 de abril | Boston Celtics 88, Washington Bullets 85   | Boston   |
| 21 de abril | Washington Bullets 111, Boston Celtics 108 | Landover |
| 24 de abril | Washington Bullets 96, Boston Celtics 99   | Atlanta  |
|             | Boston Celtics gana las series 3-1         |          |

### Semifinales de Conferencia
Boston Celtics vs. New York Knicks 
| Fecha       | Partido                                 | Ciudad     |
| ----------- | --------------------------------------- | ---------- |
| 29 de abril | Boston Celtics 110, New York Knicks 92  | Boston     |
| 2 de mayo   | Boston Celtics 116, New York Knicks 102 | Boston     |
| 4 de mayo   | New York Knicks 100, Boston Celtics 92  | Nueva York |
| 6 de mayo   | New York Knicks 118, Boston Celtics 113 | Nueva York |
| 9 de mayo   | Boston Celtics 121, New York Knicks 99  | Boston     |
| 11 de mayo  | New York Knicks 106, Boston Celtics 104 | Nueva York |
| 13 de mayo  | Boston Celtics 121, New York Knicks 104 | Boston     |
|             | Boston Celtics gana las series 4-3      |            |

### Finales de Conferencia
Boston Celtics vs. Milwaukee Bucks
| Fecha      | Partido                                 | Ciudad    |
| ---------- | --------------------------------------- | --------- |
| 15 de mayo | Boston Celtics 119, Milwaukee Bucks 96  | Boston    |
| 17 de mayo | Boston Celtics 125, Milwaukee Bucks 110 | Boston    |
| 19 de mayo | Milwaukee Bucks 100, Boston Celtics 109 | Milwaukee |
| 21 de mayo | Milwaukee Bucks 122, Boston Celtics 113 | Milwaukee |
| 23 de mayo | Boston Celtics 115, Milwaukee Bucks 108 | Boston    |
|            | Boston Celtics gana las series 4-1      |           |

### Finales de la NBA
Boston Celtics vs. Los Angeles Lakers
| Fecha       | Partido                                    | Ciudad      |
| ----------- | ------------------------------------------ | ----------- |
| 27 de mayo  | Boston Celtics 109, Los Angeles Lakers 115 | Boston      |
| 31 de mayo  | Boston Celtics 124, Los Angeles Lakers 121 | Boston      |
| 3 de junio  | Los Angeles Lakers 137, Boston Celtics 104 | Los Ángeles |
| 6 de junio  | Los Angeles Lakers 125, Boston Celtics 129 | Los Ángeles |
| 8 de junio  | Boston Celtics 121, Los Angeles Lakers 103 | Boston      |
| 10 de junio | Los Angeles Lakers 119, Boston Celtics 108 | Los Ángeles |
| 12 de junio | Boston Celtics 111, Los Angeles Lakers 102 | Boston      |
|             | Boston Celtics gana las series 4-3         |             |

## Estadísticas
| Rk | Jugador          | Edad | P  | PT | MP   | TC  | TCI  | %TC  | T3  | T3I | %T3  | TL  | TLI | %TL  | RO  | RD  | RT   | AS  | RB  | TAP | BP  | FP  | PTS  |
| -- | ---------------- | ---- | -- | -- | ---- | --- | ---- | ---- | --- | --- | ---- | --- | --- | ---- | --- | --- | ---- | --- | --- | --- | --- | --- | ---- |
| 1  | Larry Bird       | 27   | 79 | 77 | 38.3 | 9.6 | 19.5 | .492 | 0.2 | 0.9 | .247 | 4.7 | 5.3 | .888 | 2.3 | 7.8 | 10.1 | 6.6 | 1.8 | 0.9 | 3.0 | 2.5 | 24.2 |
| 2  | Robert Parish    | 30   | 80 | 79 | 35.8 | 7.8 | 14.3 | .546 | 0.0 | 0.0 |      | 3.4 | 4.6 | .745 | 3.0 | 7.7 | 10.7 | 1.7 | 0.7 | 1.5 | 2.3 | 3.3 | 19.0 |
| 3  | Dennis Johnson   | 29   | 80 | 78 | 33.3 | 4.8 | 11.0 | .437 | 0.1 | 0.4 | .125 | 3.5 | 4.1 | .852 | 1.1 | 2.4 | 3.5  | 4.2 | 1.2 | 0.7 | 2.2 | 3.1 | 13.2 |
| 4  | Kevin McHale     | 26   | 82 | 10 | 31.4 | 7.2 | 12.9 | .556 | 0.0 | 0.0 | .333 | 4.1 | 5.4 | .765 | 2.5 | 4.9 | 7.4  | 1.3 | 0.3 | 1.5 | 1.8 | 3.0 | 18.4 |
| 5  | Cedric Maxwell   | 28   | 80 | 78 | 31.3 | 4.0 | 7.5  | .532 | 0.0 | 0.1 | .167 | 4.0 | 5.3 | .753 | 2.5 | 3.3 | 5.8  | 2.6 | 0.8 | 0.3 | 2.5 | 2.8 | 11.9 |
| 6  | Gerald Henderson | 28   | 78 | 78 | 26.8 | 4.8 | 9.2  | .524 | 0.3 | 0.7 | .351 | 1.7 | 2.3 | .768 | 0.9 | 1.0 | 1.9  | 3.8 | 1.5 | 0.2 | 2.1 | 2.7 | 11.6 |
| 7  | Danny Ainge      | 24   | 71 | 3  | 16.3 | 2.3 | 5.1  | .460 | 0.1 | 0.3 | .273 | 0.6 | 0.8 | .821 | 0.4 | 1.2 | 1.6  | 2.3 | 0.6 | 0.1 | 1.0 | 2.0 | 5.4  |
| 8  | Quinn Buckner    | 29   | 79 | 0  | 15.8 | 1.7 | 4.1  | .427 | 0.0 | 0.1 | .000 | 0.6 | 0.9 | .649 | 0.5 | 1.2 | 1.7  | 2.7 | 1.1 | 0.0 | 1.3 | 2.4 | 4.1  |
| 9  | Scott Wedman     | 31   | 68 | 5  | 13.5 | 2.2 | 4.9  | .444 | 0.0 | 0.2 | .154 | 0.4 | 0.5 | .829 | 0.6 | 1.4 | 2.0  | 1.0 | 0.4 | 0.1 | 0.6 | 1.6 | 4.8  |
| 10 | M. L. Carr       | 33   | 60 | 1  | 9.8  | 1.2 | 2.9  | .409 | 0.1 | 0.3 | .200 | 0.7 | 0.8 | .875 | 0.4 | 0.8 | 1.3  | 0.8 | 0.3 | 0.1 | 0.8 | 1.1 | 3.1  |
| 11 | Greg Kite        | 22   | 35 | 1  | 5.6  | 0.9 | 1.9  | .455 | 0.0 | 0.0 |      | 0.1 | 0.5 | .313 | 0.8 | 1.0 | 1.8  | 0.2 | 0.0 | 0.1 | 0.6 | 1.2 | 1.9  |
| 12 | Carlos Clark     | 23   | 31 | 0  | 4.1  | 0.6 | 1.7  | .365 | 0.0 | 0.1 | .000 | 0.5 | 0.6 | .889 | 0.2 | 0.3 | 0.5  | 0.5 | 0.3 | 0.0 | 0.4 | 0.4 | 1.7  |

## Galardones y récords
| Jugador/Entrenador | Galardón |
| Larry Bird         | MVP de la NBA MVP de las Finales de la NBA Mejor quinteto de la NBA 2.º Mejor quinteto defensivo de la NBA All-Star |
| Kevin McHale       | Mejor sexto hombre de la NBA All-Star                                                                               |
| Dennis Johnson     | 2.º Mejor quinteto defensivo de la NBA                                                                              |
| Robert Parish      | All-Star |